# Nené Aguirre
Nené Aguirre Alliende (Santiago de Chile, 21 de agosto de 1946) es una periodista, productora de televisión y académica chilena.
Ha ejercido como productora ejecutiva de telenovelas y programas de entretención en Canal 13 desde 1974 hasta 2001. 

## Biografía
Cursó la educación básica y media en el Colegio Institución Teresiana de Las Condes. 
Entre 1968 y 1969 cursó estudios de teatro en la Universidad de Chile (UCh), de la cual desistió. Luego, ingresó a periodismo en la Facultad de Comunicaciones de la Pontificia Universidad Católica de Chile (PUC), donde se tituló como periodista en 1974. Allí fue ayudante de la profesora Silvia Pellegrini. En 1976 realizó un Magíster en Dirección y Producción en el Instituto de Radio y Televisión Española (RTVE).
Durante su formación, también cursó estudios de Producción Audiovisual en la Escuela de Artes de la Comunicación (EAC) de su alma mater, bajo la cátedra de Hugo Miller,  y en la Corporación de Televisión de la Pontificia Universidad Católica de Chile.
Comenzó en televisión como asistente de producción y editora periodística en Canal 13 en el programa magacín femenino Pasado Meridiano, y luego asumió la producción general de Aquí y ahora. Luego, asumió el cargo de productora en programas de estelares dirigidos por Gonzalo Bertrán. 
En 1981 fue designada por Ricardo Miranda como productora general de telenovelas del segundo semestre del Área Dramática de Canal 13. En adelante, fue la encargada de las producciones Casagrande, Una familia feliz, Las herederas, La trampa, Secreto de familia y La intrusa. 
Entre 1990 y 1996, asumió como productora general el primer semestre. Durante su gestión, trabajó en conjunto con el director Óscar Rodríguez Gingins en la adquisición y adaptación de libretos brasileros de la Rede Globo. ¿Te conté?, Marrón glacé, Champaña y El amor está de moda, de Cassiano Gabus Mendes, y El palo al gato, de Braulio Pedroso. Sin embargo, ¿Te conté?, Marrón glacé y Villa Napoli, de Sergio Vodanovic, alcanzaron altos índices de audiencias para Canal 13.
Asumió como directora ejecutiva del Área Dramática (suplantando a Ricardo Miranda), cargo que desempeñó desde 1996 hasta 2001. Aguirre se desmarcó de libretos brasileños y asumió nuevos contenidos a través de la asesoría de Fernando Aragón y la visión de los jóvenes guionistas José Ignacio Valenzuela, Pablo Illanes, Coca Gómez y Sebastián Arrau. Apostó una gran inversión en producción bajo historias juveniles sin conservadurismo y por rodajes en distintas regiones del país y en el extranjero, tal como en Colombia, Puerto Rico, Estados Unidos y Francia. Producciones como Adrenalina, Playa salvaje, Marparaíso y Cerro Alegre alcanzaron audiencia y popularidad.
Desde 2001 es miembro del jurado preseleccionador y supervisora técnica de contenidos y control financiero de los ganadores de los fondos concursables del Consejo Nacional de Televisión de Chile (CNTV).
Actualmente es docente y directora de Media UC, de la Pontificia Universidad Católica de Chile (PUC). También es representante académica en la pastoral de la universidad.

## Trayectoria
| Año  | Título                         | Cargo               | Medio            |
| ---- | ------------------------------ | ------------------- | ---------------- |
| 1981 | Casagrande                     | Productora general  | Canal 13 (Chile) |
| 1982 | Una familia feliz              | Productora general  | Canal 13 (Chile) |
| 1982 | La señora                      | Productora general  | Canal 13 (Chile) |
| 1983 | Las herederas                  | Productora general  | Canal 13 (Chile) |
| 1984 | Andrea                         | Productora general  | Canal 13 (Chile) |
| 1985 | La trampa                      | Productora general  | Canal 13 (Chile) |
| 1985 | El prisionero de la medianoche | Productora general  | Canal 13 (Chile) |
| 1986 | Secreto de familia             | Productora general  | Canal 13 (Chile) |
| 1987 | La última cruz                 | Productora general  | Canal 13 (Chile) |
| 1989 | La intrusa                     | Productora general  | Canal 13 (Chile) |
| 1990 | ¿Te conté?                     | Productora general  | Canal 13 (Chile) |
| 1991 | Villa Nápoli                   | Productora general  | Canal 13 (Chile) |
| 1992 | El palo al gato                | Productora general  | Canal 13 (Chile) |
| 1993 | Marrón glacé                   | Productora general  | Canal 13 (Chile) |
| 1994 | Champaña                       | Productora general  | Canal 13 (Chile) |
| 1995 | El amor está de moda           | Productora general  | Canal 13 (Chile) |
| 1996 | Marrón glacé, el regreso       | Productora general  | Canal 13 (Chile) |
| 1996 | Adrenalina                     | Directora ejecutiva | Canal 13 (Chile) |
| 1997 | Eclipse de luna                | Directora ejecutiva | Canal 13 (Chile) |
| 1997 | Playa salvaje                  | Directora ejecutiva | Canal 13 (Chile) |
| 1998 | Amándote                       | Directora ejecutiva | Canal 13 (Chile) |
| 1998 | Los Cárcamo                    | Directora ejecutiva | Canal 13 (Chile) |
| 1998 | Marparaíso                     | Directora ejecutiva | Canal 13 (Chile) |
| 1999 | Fuera de control               | Directora ejecutiva | Canal 13 (Chile) |
| 1999 | Cerro Alegre                   | Directora ejecutiva | Canal 13 (Chile) |
| 2000 | Sabor a ti                     | Directora ejecutiva | Canal 13 (Chile) |
| 2000 | Corazón pirata                 | Directora ejecutiva | Canal 13 (Chile) |

### Producción - Programas
Productora general
- Teatro en Canal 13 (1997-2000)
- Venga conmigo (1994-1996)
- De chincol a jote (1987-1988)
- La hora de Juan Pérez (1982)[12]
- Conversando (1981)
- Aplauso (1980)
- Estudio 26 (1980)
- Nuestra hora (1979)
- Lunes gala (1979)
- Festival de la OTI (1978)
- Esta noche fiesta (1978)
- Aquí y ahora (1977-1979)

Coordinadora de producción
- Sábado gigante (1977-1978)
- Un millón para el mejor (1977-1978)

Asistente de producción
- Buenas Tardes (1976)
- Especiales musicales (1976)
- Pasado Meridiano (1974-1975)